# Zhiyuan
Zhiyuan (kinesiska: 智远街道, 智远) är en socken i Kina. Den ligger i provinsen Shandong, i den östra delen av landet, omkring 15 kilometer öster om provinshuvudstaden Jinan. Antalet invånare är 25 845. Befolkningen består av 12 231 kvinnor och 13 614 män. Barn under 15 år utgör 13,0 %, vuxna 15-64 år 79 %, och äldre över 65 år 7,0 %.
Genomsnittlig årsnederbörd är 841 millimeter. Den regnigaste månaden är juli, med i genomsnitt 315 mm nederbörd, och den torraste är januari, med 6 mm nederbörd.